# Shoshone County
Shoshone County är ett administrativt område i delstaten Idaho, USA, med 12 765 invånare (2010). Den administrativa huvudorten (county seat) är Wallace.

## Geografi
Enligt United States Census Bureau har countyt en total area på 6 826 km². 6 822 km² av den arean är land och 4 km² är vatten.

### Angränsande countyn
- Bonner County - nord
- Kootenai County - väst
- Benewah County - väst
- Latah County - sydväst
- Clearwater County - syd
- Mineral County, Montana - öst
- Sanders County, Montana - öst

### Orter
- Pinehurst
- Wallace (huvudort)